# Comuna Forăști, Suceava
Forăști este o comună în județul Suceava, Moldova, România, formată din satele Antoceni, Boura, Forăști (reședința), Manolea, Oniceni, Roșiori, Ruși, Țolești și Uidești.
Până la reforma administrativă din 1950 a făcut parte din județul Baia, sediul comunei aflându-se în Uidești.

## Obiective turistice
- Biserica de lemn din Forăști - monument istoric atestat documentar în anul 1764; este situată în cimitirul satului

## Demografie
Componența etnică a comunei Forăști
     Români (77,25%)
     Ruși lipoveni (11,7%)
     Romi (3,8%)
     Alte etnii (7,25%)
Componența confesională a comunei Forăști
     Ortodocși (75,84%)
     Creștini de rit vechi (11,88%)
     Alte religii (4,88%)
     Necunoscută (7,4%)
Conform recensământului efectuat în 2021, populația comunei Forăști se ridică la 3.973 de locuitori, în scădere față de recensământul anterior din 2011, când fuseseră înregistrați 4.451 de locuitori. Majoritatea locuitorilor sunt români (77,25%), cu minorități de ruși lipoveni (11,7%) și romi (3,8%). Din punct de vedere confesional, majoritatea locuitorilor sunt ortodocși (75,84%), cu minorități de creștini de rit vechi (11,88%) și altele (3,88%), iar pentru 7,4% nu se cunoaște apartenența confesională.
La Recensământul din 1930, populația comunei era de 5.262 locuitori.

## Politică și administrație
Comuna Forăști este administrată de un primar și un consiliu local compus din 13 consilieri. Primarul, Brăduț Avrămia[*], de la Partidul Social Democrat, este în funcție din octombrie 2020. Începând cu alegerile locale din 2024, consiliul local are următoarea componență pe partide politice:
|  | Partid                                   | Consilieri | Componența Consiliului | Componența Consiliului | Componența Consiliului | Componența Consiliului | Componența Consiliului | Componența Consiliului | Componența Consiliului |
|  | ---------------------------------------- | ---------- | ---------------------- | ---------------------- | ---------------------- | ---------------------- | ---------------------- | ---------------------- | ---------------------- |
|  | Partidul Social Democrat                 | 7          |                        |                        |                        |                        |                        |                        |                        |
|  | Partidul Național Liberal                | 4          |                        |                        |                        |                        |                        |                        |                        |
|  | Alianța pentru Unirea Românilor          | 1          |                        |                        |                        |                        |                        |                        |                        |
|  | Comunitatea Rușilor Lipoveni din România | 1          |                        |                        |                        |                        |                        |                        |                        |